# Bamna-Kloster
Das Bamna-Kloster oder Bangna si (chinesisch 邦纳寺, Pinyin Bāngnà sì) ist ein buddhistisches Kloster im Kreis Sog (索县,  Suǒ xiàn) im Regierungsbezirk Nagchu im Autonomen Gebiet Tibet der Volksrepublik China. 
Es wurde in der Zeit der Ming-Dynastie erbaut. 
Das Kloster steht seit 2006 auf der Denkmäler der Volksrepublik China in Tibet (6-767).   
Koordinaten: 31° 29′ 0″ N, 94° 40′ 0″ O